# Moritz von Frankenberg und Ludwigsdorf
Moritz Ludwig Friedrich Leopold von Frankenberg und Ludwigsdorf (* 9. Mai 1820 in Braunschweig; † 19. September 1890 in Darmstadt) war ein preußischer Generalmajor.

## Leben

### Herkunft
Moritz war der Sohn des Braunschweiger Majors Friedrich Wilhelm Erdmann von Frankenberg und Ludwigsdorf (1786–1861) und dessen Ehefrau Florentine Adelheid Sophie Elisabeth, geborene Hoyoll (1800–1860).

### Militärkarriere
Frankenberg besuchte das Realgymnasium in seiner Heimatstadt und trat am 11. Oktober 1836 als Musketier in das 13. Infanterie-Regiment der Preußischen Armee ein. Dort avancierte er im Januar 1838 zum Sekondeleutnant und war ab Ende April 1841 für ein Jahr zum 7. kombinierte Reserve-Bataillon kommandiert. Am 1. Oktober 1846 wurde er Adjutant des I. Bataillons und von Oktober 1847 bis März 1848 zur Zentral-Turnanstalt nach Berlin kommandiert. Während der Deutschen Revolution nahm er am 18. März 1849 an den Straßenkämpfen in Berlin teil und wurde während Maiaufstände am 17. Mai 1849 auch in den Straßenkämpfen in Iserlohn eingesetzt. Von März 1851 bis September 1852 war Frankenberg als Begleiter zum Erbprinzen Sayn-Wittgenstein-Hohenstein kommandiert und begleitete ihn an die Universität Heidelberg und auf Reisen. Zwischenzeitlich wurde er zum Premierleutnant befördert und in das 7. Jäger-Bataillon versetzt. Nach Beendigung seines Kommandos wurde Frankenberg Mitte September 1852 mit seiner Beförderung zum Hauptmann in das 1. Jäger-Bataillon versetzt. Bereits am 13. November 1852 erfolgte seine Rückversetzung und Mitte Juni 1854 die Ernennung zum Kompaniechef. Am 26. Mai 1859 wurde er in das 17. Infanterie-Regiment versetzt und am 10. Februar 1863 als Major zur Dienstleistung im 4. Rheinischen Infanterie-Regiment Nr. 30 kommandiert. Am 7. April 1863 wurde er diesem Regiment aggregiert und am 27. Juni 1863 einrangiert. Er stieg am 9. April 1863 zum Kommandeur des I. Bataillons auf und übernahm im Oktober 1865 das Füsilier-Bataillon. Frankenberg führte sein Bataillon während des Deutschen Krieges 1866 in den Gefechten bei Hammelburg, Helmstedt und Roßbrunn.
Nach dem Friedensschluss wurde er Kommandeur des Kurhessischen Jäger-Bataillons Nr. 11 und in dieser Eigenschaft am 31. Dezember 1866 mit Patent vom 30. Oktober 1866 zum Oberstleutnant befördert. Unter Stellung à la suite seines Bataillons beauftragte man ihn ab dem 1. Juni 1868 mit der Führung des 1. Infanterie-Regiments der Großherzoglich-Hessischen Division. Am 3. Juli 1868 wurde er Oberst und am 7. November 1869 zum  Kommandeur des 1. Westfälischen Infanterie-Regiments Nr. 13 in Münster ernannt. Im Krieg gegen Frankreich wurde er 1870 in der Schlacht bei Gravelotte schwer verwundet und mit dem Eisernen Kreuz II. Klasse ausgezeichnet. Anschließend nahm er an der Belagerung von Metz teil, wo er schwer an Ruhr erkrankte. Nach dem Vorfrieden von Versailles wurde Frankenberg am 24. März 1871 das Eiserne Kreuz I. Klasse verliehen.
Mit der Beförderung zum Generalmajor erhielt Frankenberg am 22. März 1873 das Kommando über die 15. Infanterie-Brigade in Erfurt. Krankheitsbedingt stellte man ihn am 5. Januar 1875 mit der gesetzlichen Pension zur Disposition. Nach seiner Verabschiedung verlieh ihm Kaiser Wilhelm I. im Januar 1876 anlässlich des Ordensfestes den Roten Adlerorden II. Klasse mit Eichenlaub. Er starb am 19. September 1890 in Darmstadt.

### Familie
Frankenberg heiratete am 19. August 1852 in Heidelberg Thekla Anna Rosa Luise von Chelius (1826–1897), eine Tochter des Professors Dr. Maximilian Joseph von Chelius (1794–1876) und der Anna Maria Waldburga von Sensburg (1797–1867). Das Paar hatte mehrere Kinder:
- Anna Maria Thekla Adelheid Elisabeth (* 1853) ⚭ 1875 Reinhold Freiherr Gans zu Putlitz († 1895)
- Wilhelm Friedrich Georg (1854–1856)
- Max Josef Ernst (1854–1855)
- Hans Otto Gustav (* 1856), Major ⚭ 1881 Bertha Philippine Katharina Elisabeth Anna Herth
- Egbert Heinrich Maximilian Hermann (1858–1941), Hoftheaterintendant in Sachsen-Coburg-Gotha ⚭ 1881 Anna Karoline Christine Amalie Johanne Luise Maria Schenck zu Schweinsberg (* 1858)
- Marie Regine Cäcillie (* 1860)

⚭ 1878 Ludwig Willich genannt von Pöllnitz († 1894)
⚭ 1898 Ferdinand Hahn, Major
- Alexander (1861–1911) ⚭ 9. Oktober 1890 Victoria Ernestine Luise Leonie Freiin von Oppenheim (1871–1954), Tochter von Eduard von Oppenheim
- Kurt Leo Scipio (1865–1932) ⚭ 1888 Hanna Mathilde Amalie von Porbeck (1869–1959)